# Безмино (Переславский район)
Безмино — упразднённая деревня в Переславском районе Ярославской области России.

## География
Урочище находится в южной части области, в зоне хвойно-широколиственных лесов, на берегу одного из левых притоков реки Тошмы, к западу от автодороги 78Н-0515, на расстоянии примерно 12 километров (по прямой) к юго-востоку от города Переславль-Залесский, административного центра района. Абсолютная высота — 204 метра над уровнем моря.

### Климат
Климат характеризуется как умеренно континентальный, с умеренно холодной зимой и относительно тёплым влажным летом. Среднегодовая температура воздуха — 3,5 °C. Средняя температура воздуха самого холодного месяца (января) — −13,3 °C (абсолютный минимум — −39,5 °C); самого тёплого месяца (июля) — 18 °C (абсолютный максимум — 37 °C). Безморозный период длится около 214 дней. Годовое количество атмосферных осадков составляет около 646 мм, из которых большая часть выпадает в тёплый период. Снежный покров держится в среднем в течение 151 дня.

## История
В «Списке населенных мест Владимирской губернии по сведениям 1859 года» населённый пункт упомянут как казённая деревня Переславского уезда, расположенная при безымянном ручье, в 16 верстах от уездного города. В деревне насчитывалось 17 дворов и проживало 128 человек (61 мужчина и 67 женщин).
По состоянию на 1905 год, в Безмине имелось 22 двора и проживало 175 человек. В административном отношении деревня входила в состав Смоленской волости.
По состоянию на 1 июля 1975 года входила в состав Алексинского сельсовета Переславского района.